# Riviera-Pays-d’Enhaut (huyện)
Rivera-Pays-d'-Enhaut là một huyện ở bang Vaud. Huyện này gồm các đô thị sau:
- Blonay
- Chardonne
- Château-d'Œx
- Corseaux
- Corsier-sur-Vevey
- Jongny
- La Tour-de-Peilz
- Montreux
- Rossinière
- Rougemont
- Saint-Légier-La Chiésaz
- Vevey
- Veytaux